# Schwemsal
Schwemsal este o comună din landul Saxonia-Anhalt, Germania.